# Balangir
Balangir (oriya: ବଲାଂଗିର) är en stad i den indiska delstaten Odisha. Den är administrativ huvudort för ett distrikt med samma namn och hade 98 238 invånare vid folkräkningen 2011.